# جيمي ريفيرا
جيمي ريفيرا هي مغنية فلبينية، ولدت في 29 أغسطس 1966.

## وصلات خارجية
- الموقع الرسمي
- جيمي ريفيرا على موقع ميوزك برينز (الإنجليزية)
- جيمي ريفيرا على موقع أول ميوزيك (الإنجليزية)
- جيمي ريفيرا على موقع ديسكوغز (الإنجليزية)